# دختران (فیلم ۱۹۶۱)
«دختران» (روسی: Девчата) فیلمی در ژانر کمدی رمانتیک است که در سال ۱۹۶۱ منتشر شد.